# Jason Roeder
Jason Roeder – perkusista zespołu Neurosis oraz członek wielu projektów o wspólnej nazwie Tribes of Neurot. Poprzednio był członkiem zespołu Violent Coercion. Z zespołem Neurosis jest związany od początków istnienia formacji. 
Za swoje mistrzowskie opanowanie instrumentu został doceniony i znalazł się w pierwszej setce perkusistów wszech czasów na liście ułożonej przez Pierro Scaruffi i opublikowanej w książce "A History of Rock Music".